# Raymond Persin
Pour les articles homonymes, voir Persin.
Raymond Persin, né le 21 décembre 1870 à Carvin et mort le 28 juin 1934 à Paris, est un avocat, sculpteur et médailleur français.

## Biographie
Raymond Persin est né en 1870 dans le Pas-de-Calais. Il est le fils du receveur des finances de Paris, Édouard Persin. Il étudie d’abord au lycée Michelet de Vanves puis poursuit des études de droit.
En 1905, il se marie avec Madeleine Muleur, fille d’un industriel. Ils auront une fille unique, Colette.
En qualité d'avocat au barreau de Paris, il plaide à la cour d'appel et est un temps le collaborateur du bâtonnier et membre de l'Académie française maître Henri-Robert. En 1905, il se fait remarquer pour la première fois par les milieux artistiques en défendant, contre le chanteur lyrique et professeur Gandubert, la pudeur d'une chanteuse qui refusait de paraître en maillot dans Faust.
Élève d'Auguste Carli, il poursuit parallèlement une carrière de sculpteur.
Membre de la Société des artistes français il expose régulièrement ses médailles au Salon de Paris entre 1909 et 1924 (mention honorable en 1920) : Madame Édouard Persin, Le Bâtonnier Labori, Eugène Durand, Enfance, Recueillement, Alfred Mézières de l'Académie Française, Camille Mulleur, Pierre Nivert, Le Bâtonnier Léon Devin ou encore Henri-Robert.
Le 21 juin 1919, en présence du président de la République Raymond Poincaré, est inauguré le Monument aux avocats morts pour la patrie un bas-relief en bronze de Raymond Persin dans la grande salle de la bibliothèque des avocats du palais de justice de Paris. Ce monument figure une femme debout, une palme de laurier dans la main.
En 1928, il est l'auteur du Monument aux morts de la Première Guerre mondiale de Thomery (Seine-et-Marne) qui sera endommagé par le froid de l'hiver 1942, puis, devenu dangereux, détruit. Le modèle de cette sculpture intitulée La France veille avait été exposé au Salon des artistes français de 1924.

## Distinctions
- Officier de l'Instruction publique[3].
- Chevalier de la Légion d'honneur[3].
- Président de l'Association des anciens élèves du lycée Michelet de Vanves.
- Membre du Comité du Palais littéraire[5].

Œuvres de Raymond Persin
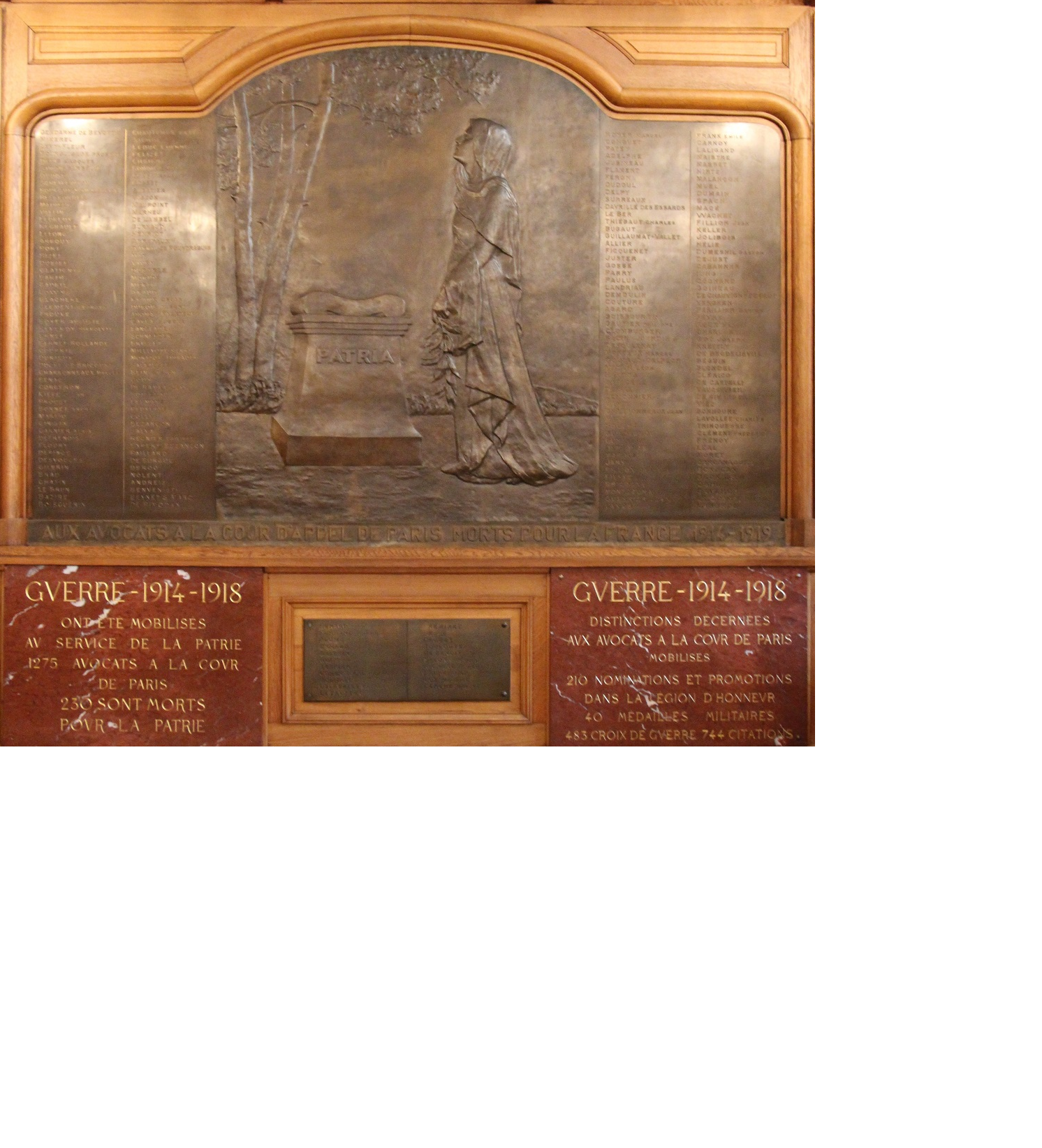
Monument aux avocats morts pour la patrie (1919), bas-relief en bronze, palais de justice de Paris.
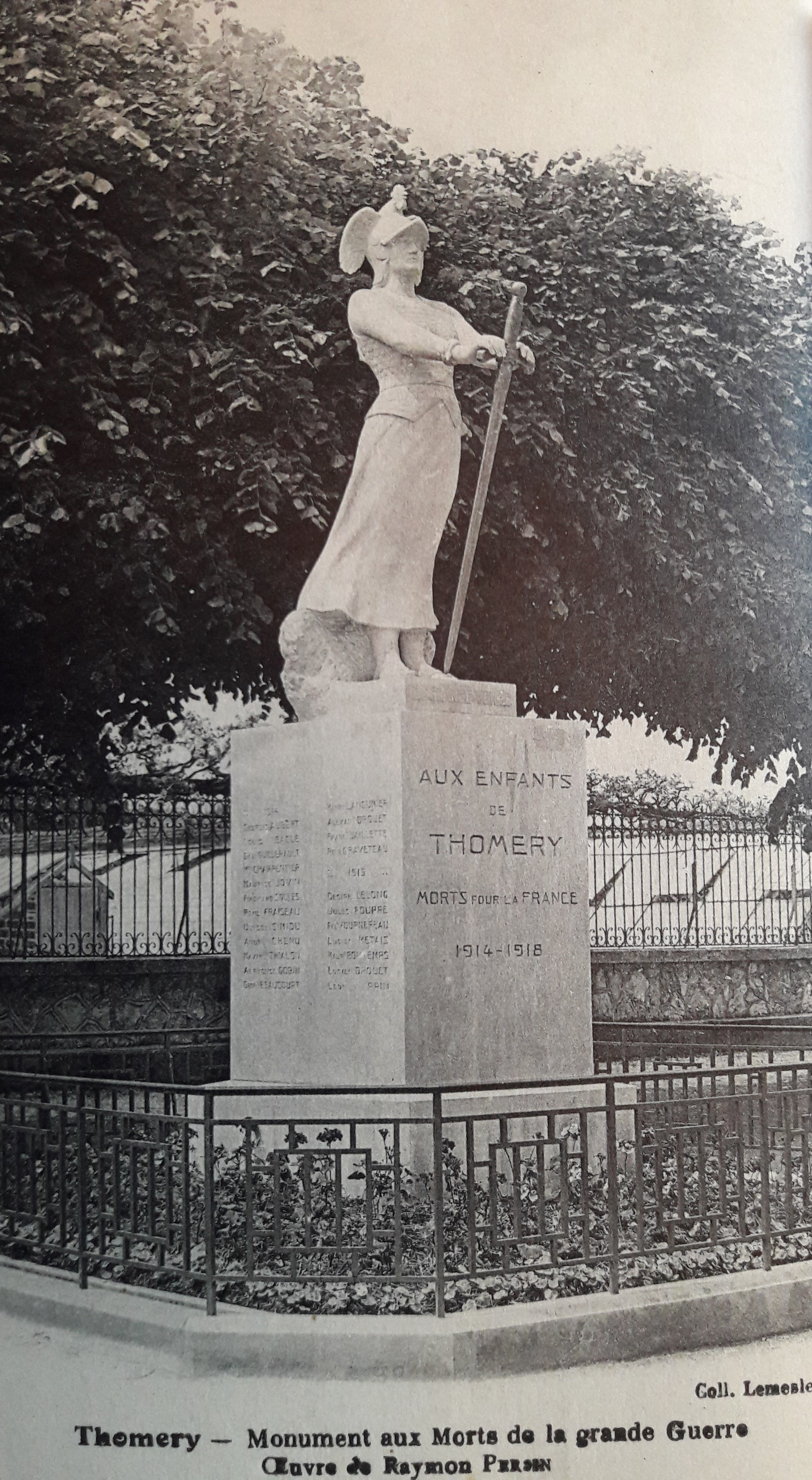
Monument aux morts de Thomery (1928). Œuvre disparue.
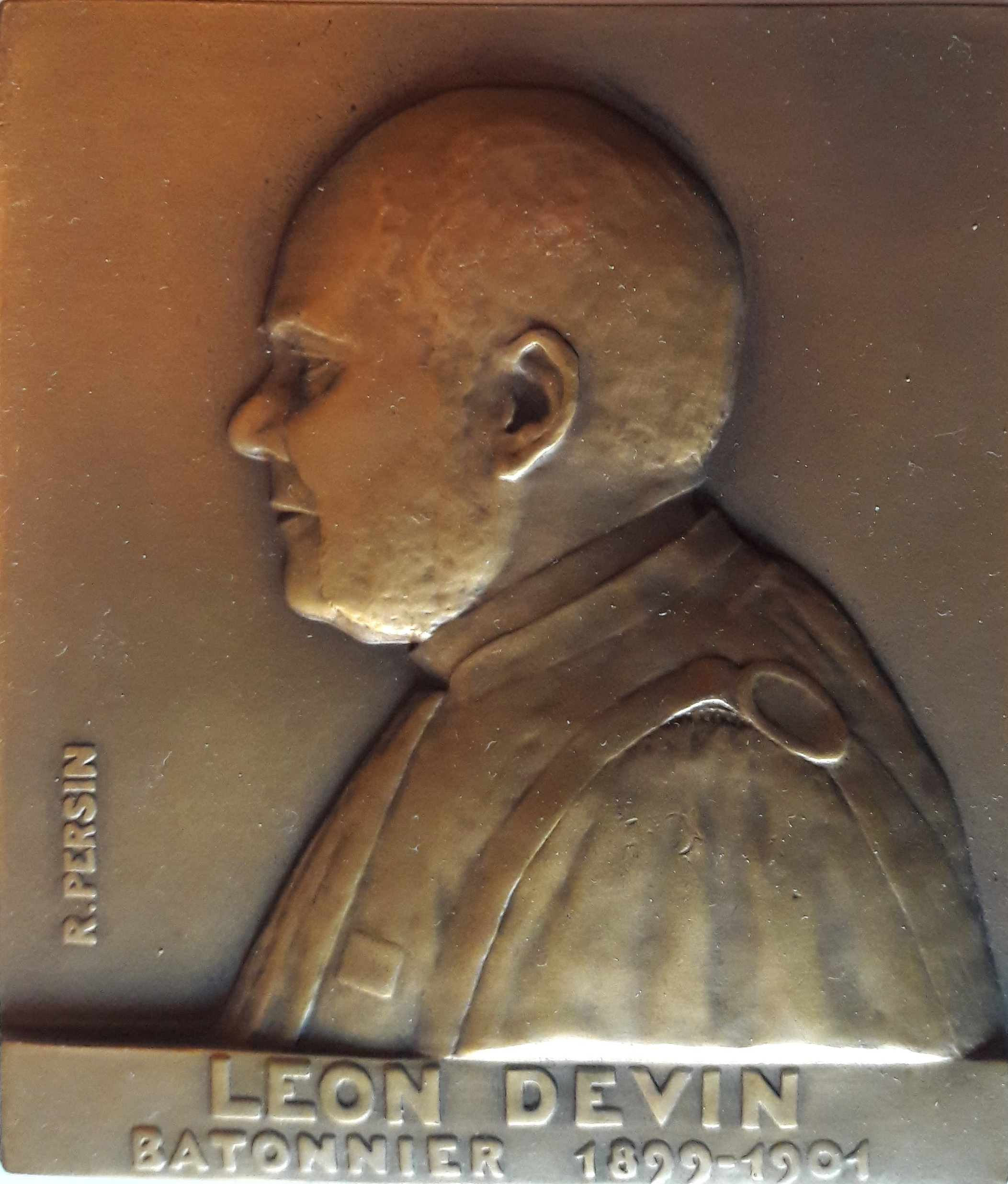
Le bâtonnier Léon Devin, plaquette en bronze.
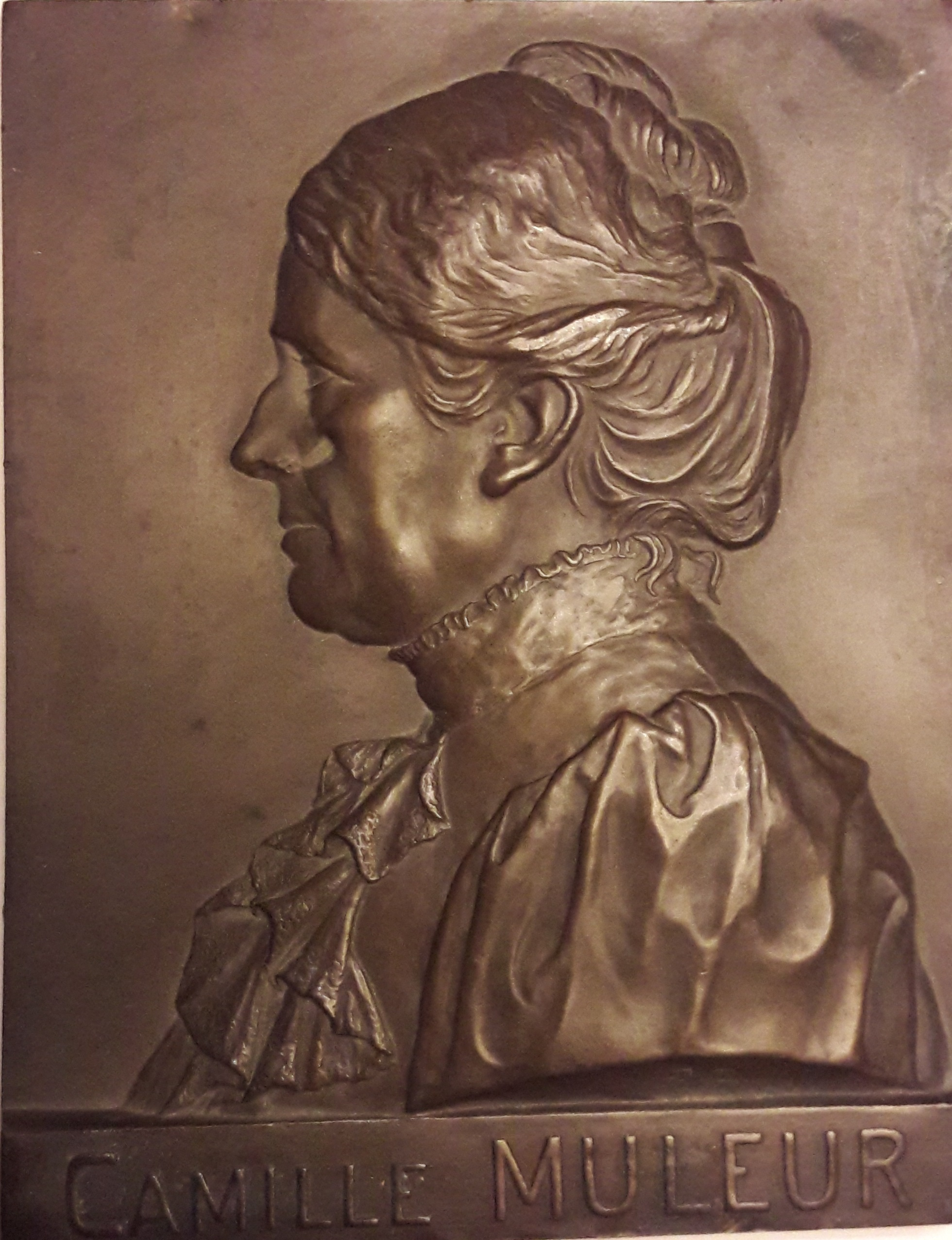
Camille Muleur, plaquette en bronze.